# Muzej pošte in telekomunikacij
Muzej pošte in telekomunikacij je del Tehniškega muzeja Slovenije, ki ima od leta 2008 svoje prostore v Polhograjski graščini v Polhovem Gradcu. Pred tem, med letoma 1985 in 2008, so bile zbirke razstavljene v Starološkem gradu. Zdaj sta v muzeju na ogled zbirki Zgodovina pošte in Telekomunikacije včeraj, danes in jutri. 
Projekt je rezultat dolgoletnega sodelovanja med Ministrstvom za kulturo Republike Slovenije, Pošto Slovenije, Telekomom Slovenije in Tehniškim muzejem Slovenije.